# えみりにおまかせ
『えみりにおまかせ』は、森永あいによる日本の漫画作品。

## 概要
保健医の川田光二に恋する小学生・宮坂えみりが、14歳年上という年の差を越えるために、兄の作った秘薬で大人の姿に変身し、川田に近づきドタバタを繰り広げる話である。全3話、単行本は全1巻。単行本には初期の読み切り作品「王様とひつじ」が収録されている。
初出は以下に記載。
えみりにおまかせシリーズ
1. 『ASUKA』増刊「大コメディー」（角川書店）1997年冬休み号
2. 『ASUKA』増刊「大コメディー」1998年新春号
3. 『ASUKA』1999年3月号

王様とひつじ
1. 『CIEL』（同）1994年11月号

## 登場人物
宮坂えみり（みやさか えみり）
ヒロイン。ひばりヶ丘小学校3年2組36番。保健委員であり、大好きな光二に近づくため何かと理由をつけてはしょっちゅう保健室を訪れている。吉村とは年の離れた恋敵。川田に近づきたいあまりに、玲の作った怪しげな秘薬を飲み、大人になることを決意する。薬を飲むと、気持ち悪さのあまり吐くが、そのことによって大人の姿に変身できる（※数時間たつと元に戻る）。警察官やナース、女子高生などに変身して川田に近づく。
川田光二（かわだ こうじ）
ひばりヶ丘小学校の保健医。眼鏡をかけており、白衣の似合う、知的で優しげな雰囲気の男性。おっとりした性格。少々端整であり、実際には変質者に下着を盗まれた。小さい頃から痴漢に遭って、怖い思いをしたからか、武道を嗜むようになり、今ではかなりの腕前。実は14歳下のえみりが好き。えみりの大人Ver.に何度か接近されている。
吉村（よしむら）
ひばりヶ丘小学校の教諭。彼女もまた光二に惚れており、デートに誘うなどアタックを仕掛けている。えみりとは恋のライバル関係。
宮坂玲（みやさか あきら）
えみりより6歳上の兄。化学部所属で、怪しげな薬を作っては妹を実験台にしている。えみりの大人Ver.姿に惚れており、何かとえみりを大人にしたがる。